# هندريك جي. ستوكر
هندريك جي. ستوكر (بالإنجليزية: Hendrik G. Stoker)‏ هو فيلسوف جنوب أفريقي، ولد في 1899، وتوفي في 1993.